# 潘家园街道
潘家园是北京市朝阳区的街道之一。
下设并管辖潘家园社区、潘家园东里社区、潘家园南里社区、华威里社区、华威西里社区、华威北里社区、松榆西里社区、松榆里社区、松榆东里社区、磨房南里社区、武圣农光社区、武圣东里社区等12个社区。

## 地名列表
- 潘家园
- 华威里
- 松榆里
- 磨房南里
- 农光里
- 武圣路
- 潘家园桥（东三环）